# 布洛赫峰
布洛赫峰（英語：Bloch Peak）是南極洲的山峰，座標74°12′S 163°15′E，位於維多利亞地的斯科特海岸，處於普里斯特利冰川和圖馬林高原西部之間，屬於冷藏山脈的一部分，在1990年由美國南極名稱諮詢委員会命名，現由南極條約體系管理。